# Crampes de chaleur
Les crampes de chaleur sont un type de trouble lié à la chaleur et caractérisé par des spasmes musculaires causés par la perte d'une grande quantité de sel et d'eau lors de l'exercice.

## Généralités
Les crampes de chaleur sont associées à des crampes dans l'abdomen, les bras et les mollets. Cela peut être causé par une consommation inadéquate de liquides ou d'électrolytes. La transpiration abondante provoque des crampes de chaleur, surtout lorsque l'eau est renouvelée sans remplacer également le sel ou le potassium.
Bien que ces crampes puissent être assez douloureuses, elles n'ont généralement pas de conséquences à long terme. Elles peuvent être le symptôme de problèmes plus graves tels qu'une maladie cardiaque, particulièrement si elles durent plus d'une heure.

## Prévention
La prévention peut s'appuyer sur la consommation de solutions électrolytiques telles que des boissons pour sportifs pendant l'exercice (ou un travail intense) ou manger des aliments riches en potassium comme des bananes et des pommes. La personne affectée doit éviter les travaux pénibles et faire de l'exercice pendant plusieurs heures pour faciliter la récupération.